# Brane Mozetic
Brane Mozetic (Ljubljana, 1958) es un poeta y escritor esloveno. Licenciado en literatura comparada por la Universidad de Liubliana, es poeta, escritor de prosa, traductor, editor y director del Centro de Literatura Eslovena en Liubliana.
Ha publicado las novelas Angeli (1996) y Zgubljena zgodba (2001), una colección de relatos cortos y diversos libros de poesía. Sus poemas se han traducido a diversos idiomas, entre ellos al castellano y al catalán: Poemas por los sueños muertos (2004) y He soñado que habías muerto (2004). Agente activo de los movimientos sociales y líder del movimiento gay en Eslovenia, también ha editado una antología de poesía erótica de temática homosexual del siglo XX. Asimismo, ha traducido del francés autores como Amin Maalouf, Michel Foucault, Arthur Rimbaud y Jean Genet.